# Norrisia norrisi
Norrisia norrisi är en snäckart som först beskrevs av G. B. Sowerby II 1838.  Norrisia norrisi ingår i släktet Norrisia och familjen pärlemorsnäckor. Inga underarter finns listade i Catalogue of Life.

## Bildgalleri

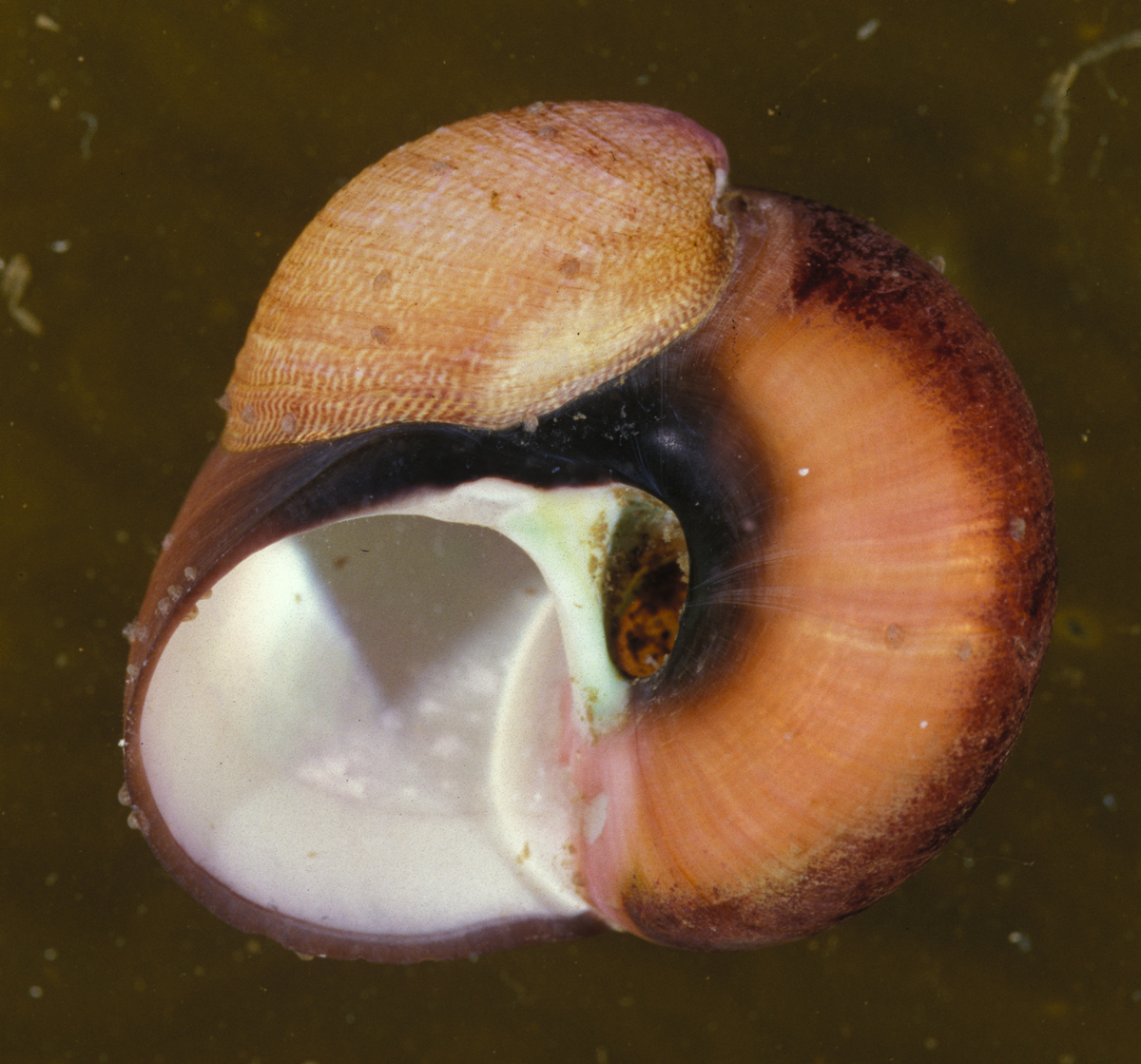
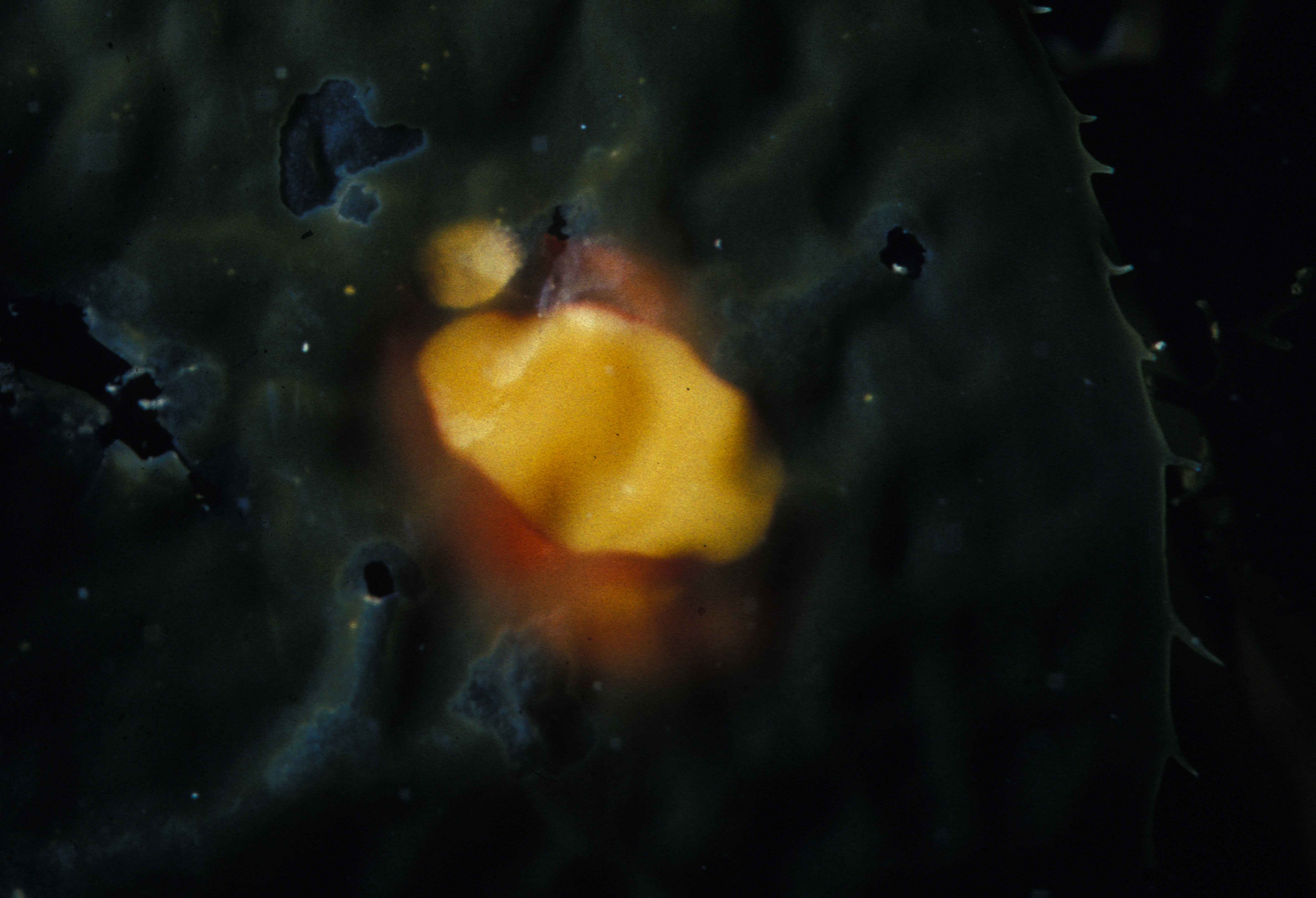
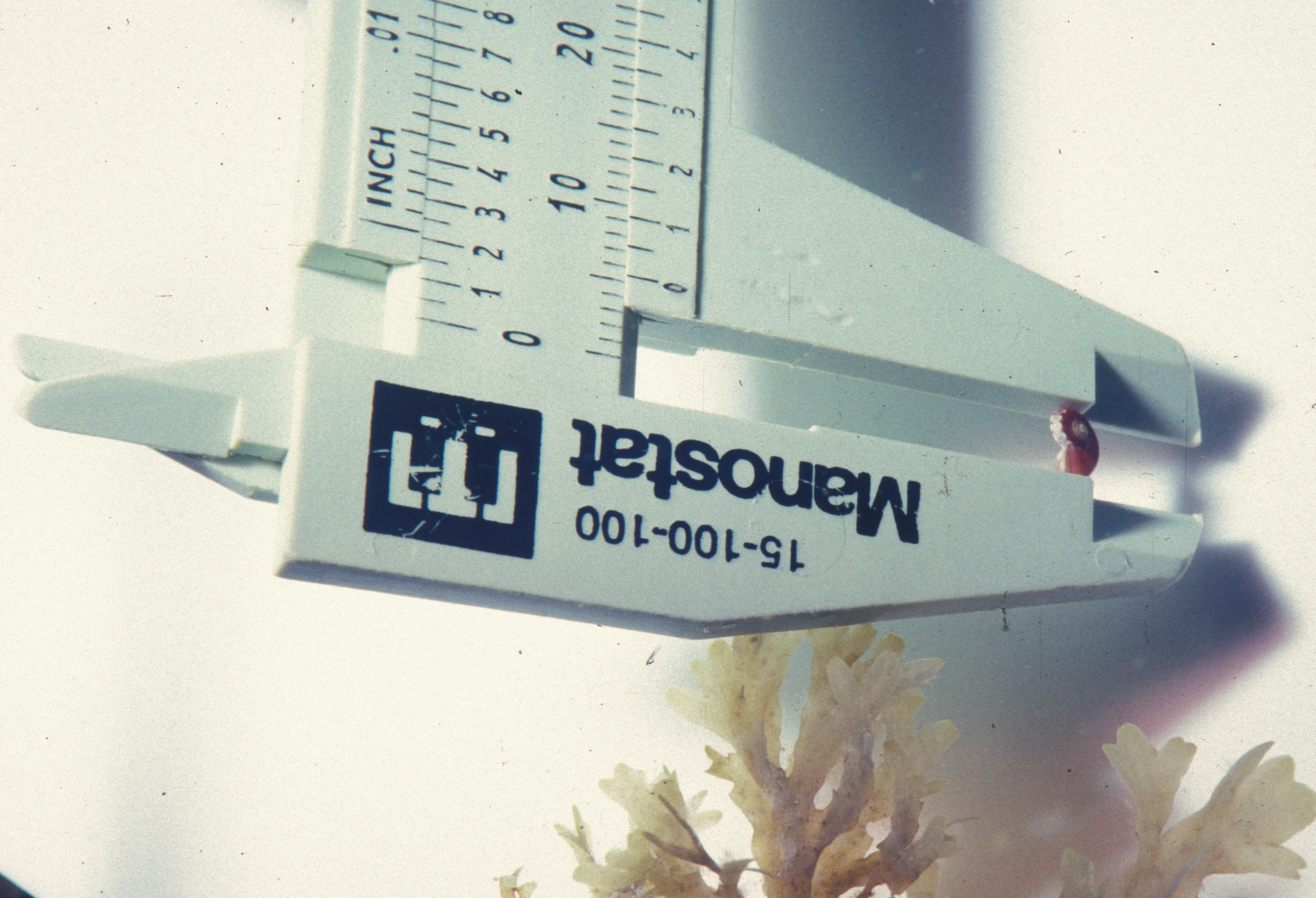
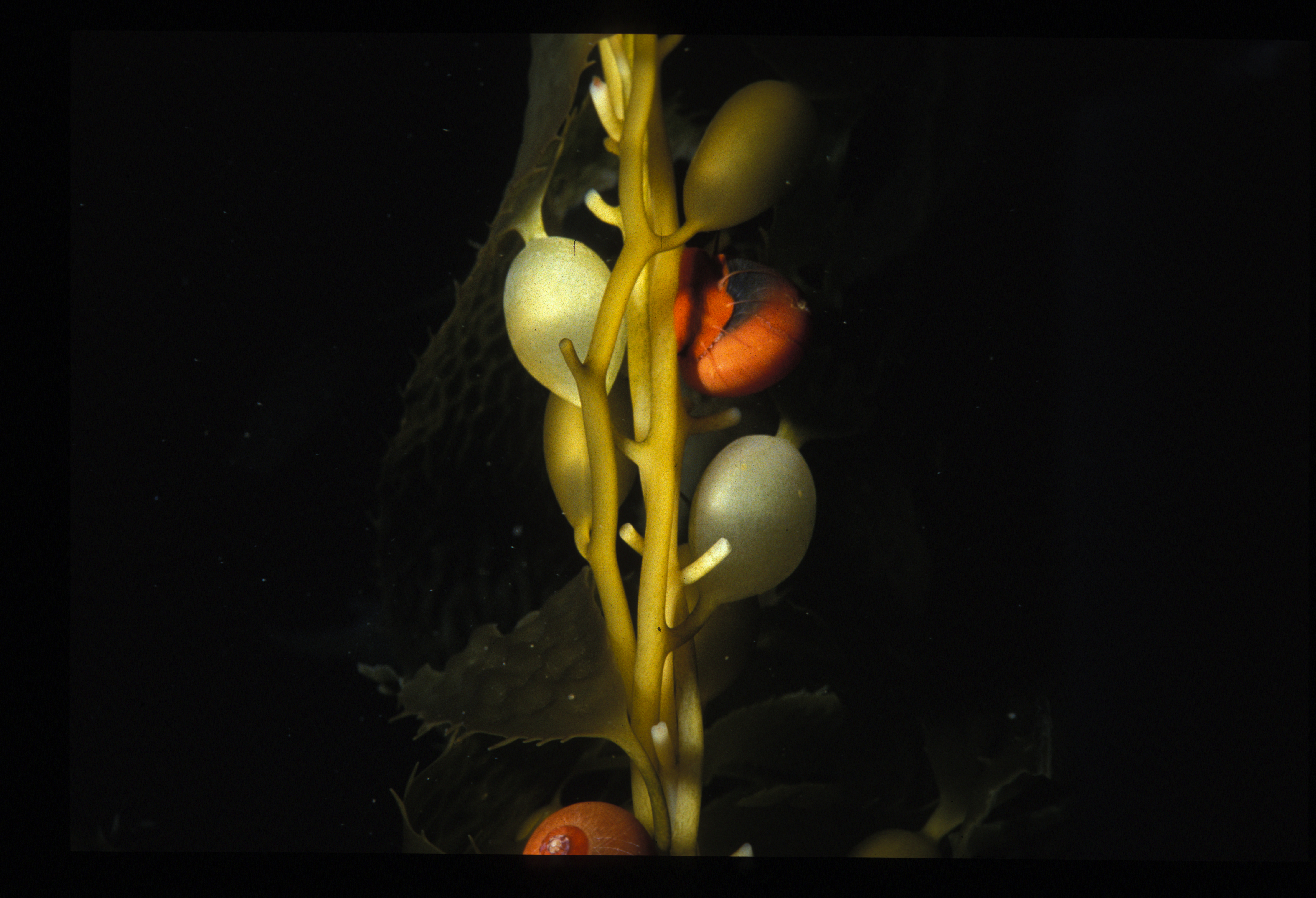